# Dos Sonatas de El Escorial
Dos Sonatas de El Escorial, Op. 2,  es una composición para piano de Rodolfo Halffter de 1928.

## Contexto
Estas dos piezas breves de juventud surgen en una época en la que se estaba desarrollando una nueva estética, de corte neoclásico y moderna, cuando Manuel de Falla fomentaba el estudio de Scarlatti y Soler. Halffter conoció a Falla por Adolfo Salazar, tomó lecciones de él, y durante una visita a Granada le mostró varias de sus propias obras, además trabajó con él en el análisis de algunas de las sonatas de Scarlatti. Las Dos Sonatas El Escorial están influidas por las obras de Antonio Soler, que pasó parte de su vida en el monasterio de El Escorial.
Las sonatas fueron las primeras obras de Halffter que se interpretaron en público. Su estreno tuvo lugar por Enrique Aroca el 26 de junio de 1930 (ya habían sido publicados por esta época, por Unión Musical Española en 1928). Son obras de sonoridades cristalinas, un compendio de las ideas técnicas y estéticas que seguiría desarrollando en el futuro. La primera está claramente inspirada en el estilo de Scarlatti y está dedicado al poeta Rafael Alberti. Su estructura española puede verse en la alternancia entre las métricas binarias y ternarias. La segunda sonata la dedicó al escritor Esteban Salazar Chapela (1900-65), luego exiliado en Inglaterra. Es de naturaleza similar a la primera, pero destaca por su uniformidad rítmica y el empleo profuso del intervalo de séptima.

## Estructura
1. = 184, compás 3/8 = 6/16, re menor
2. con puntillo = 132, compás 6/16, re mayor